# Abrozaur
Abrozaur (Abrosaurus dongpoi) – dinozaur z grupy zauropodów (Sauropoda) o bliżej niesprecyzowanej pozycji systematycznej.
Żył w okresie jury (ok. 180-145 mln lat temu) na terenach wschodniej Azji. Długość ciała ok. 7-9 (18?) m, masa ok. 20 t. Jego szczątki znaleziono w Chinach (prowincja Syczuan, w okolicach miasta Zigong), w skałach formacji Shaximiao.